# Cono de Naso
Pour les articles homonymes, voir Conon.
Saint Cono de Naso (3 juin 1139 - 28 mars 1236) est un higoumène de rite oriental de Naso, en Sicile.
L'Église catholique et les Églises orthodoxes célèbrent sa fête le 28 mars.

## Hagiographie
Fils de nobles de la province de Messine, Cono aurait renoncer à la vie aristocratique après avoir entendu l'extrait de l'Évangile selon Matthieu : « celui qui aime son père ou sa mère plus que moi n'est pas digne de moi ». Il entre alors au monastère des moines de Saint-Basile près de Naso.